# Municipio de Santa María Tataltepec
El municipio de Santa María Tataltepec es un municipio situado en el distrito de Tlaxiaco, Oaxaca, México. Según el censo de 2020, tiene una población de 317 habitantes.

## Historia
Por los vestigios que se encuentran en el cerro de La Muralla, se sabe que este poblado ha estado habitado desde antes de la conquista española por mixtecos.
El primer asentamiento de la comunidad estuvo localizado en el paraje denominado Nuu Ndaya, 4 kilómetros al suroeste del actual poblado.
Con la dominación española, en la Mixteca se encomendó a Tristán de Luna y Arellano en 1570 censo a los pobladores en donde se asienta a Tataltepec como una población de 500 habitantes.

## Demografía
En el municipio habitan 253 personas, el 15% de ellas hablan una lengua indígena. El municipio tiene un grado de marginación alto.

## Flora y fauna
Este municipio se caracteriza por la abundancia de la palma, en menor cantidad los ocotes y encinos. Dentro de los animales silvestres, se pueden encontrar la serpiente de cascabel, coralillo, venados, conejos, zorros, armadillos y tejones.